# South Bradenton
South Bradenton ist  ein census-designated place (CDP) im Manatee County im US-Bundesstaat Florida. Das U.S. Census Bureau hat bei der Volkszählung 2020 eine Einwohnerzahl von 26.858 ermittelt.

## Geographie
South Bradenton grenzt im Norden direkt an die Stadt Bradenton und liegt etwa 60 km südlich von Tampa. Der CDP wird vom Tamiami Trail (U. S. 41) sowie den Florida State Roads 70 und 684 durchquert bzw. tangiert.

## Demographische Daten
Laut der Volkszählung 2010 verteilten sich die damaligen 22.178 Einwohner auf 13.057 Haushalte. Die Bevölkerungsdichte lag bei 1911,9 Einw./km². 77,9 % der Bevölkerung bezeichneten sich als Weiße, 9,2 % als Afroamerikaner, 0,6 % als Indianer und 1,5 % als Asian Americans. 7,9 % gaben die Angehörigkeit zu einer anderen Ethnie und 2,9 % zu mehreren Ethnien an. 20,8 % der Bevölkerung bestand aus Hispanics oder Latinos.
Im Jahr 2010 lebten in 22,6 % aller Haushalte Kinder unter 18 Jahren sowie 37,5 % aller Haushalte Personen mit mindestens 65 Jahren. 51,3 % der Haushalte waren Familienhaushalte (bestehend aus verheirateten Paaren mit oder ohne Nachkommen bzw. einem Elternteil mit Nachkomme). Die durchschnittliche Größe eines Haushalts lag bei 2,10 Personen und die durchschnittliche Familiengröße bei 2,81 Personen.
22,1 % der Bevölkerung waren jünger als 20 Jahre, 23,7 % waren 20 bis 39 Jahre alt, 24,7 % waren 40 bis 59 Jahre alt und 29,6 % waren mindestens 60 Jahre alt. Das mittlere Alter betrug 44 Jahre. 48,0 % der Bevölkerung waren männlich und 52,0 % weiblich.
Das durchschnittliche Jahreseinkommen lag bei 30.716 $, dabei lebten 23,0 % der Bevölkerung unter der Armutsgrenze.
Im Jahr 2000 war Englisch die Muttersprache von 88,82 % der Bevölkerung, spanisch sprachen 7,57 % und 3,61 % hatten eine andere Muttersprache.